# Цуцунава, Александр Ражденович
Александр Ражденович Цуцуна́ва (груз. ალექსანდრე რაჟდენის ძე წუწუნავა; 16 [28] января 1881 или 28 января 1881, Лихаури, Кавказское наместничество — 25 октября 1955, Тбилиси) — советский грузинский режиссёр. Народный артист Грузинской ССР (1934)
 . Лауреат Сталинской премии второй степени (1947).

## Биография
Родился 16 (28) января 1881 года в Лихаури (ныне — в Озургетском муниципалитете края Гурия).
Учился в Тифлисском учительском институте. С 1900 года актёр и режиссёр Кутаисского театра имени Л. Месхишвили, Тифлисского театра и студии МХТ. С 1909 года режиссёр Чиатурского театра.
Во время Гражданской войны комиссар РККА. С 1947 года главный режиссёр ГрАТОБ имени З. П. Палиашвили. Постановщик первых грузинских опер, а также драматических спектаклей, массовых зрелищ и пролетарских праздников.
Умер 25 октября 1955 года.

## Память
Имя А. Р. Цуцунавы носит Махарадзевский государственный театр.

## Творчество

### Фильмография
(Автор сценария и режиссёр-постановщик)
- 1916 — Христинэ[груз.] (первый грузинский полнометражный фильм)
- 1925 — Наездник из «Уайльд-Веста»
- 1927 — Два охотника; Ханума
- 1928 — Джанки

## Награды и премии
- народный артист Грузинской ССР (1934);
- орден Ленина (10 ноября 1950)[3];
- орден Трудового Красного Знамени (14.01.1937 — за выдающиеся заслуги в деле развития грузинского оперного искусства, грузинской музыки, песен и танцев, 1946);
- Сталинская премия второй степени (1947) — за постановку оперного спектакля «Сказание о Тариэле» Ш. М. Мшвелидзе.